# Google Postini
Postini era uma companhia que iniciou suas atividades em 1999. Em fevereiro de 2005 processava mais de 2.500 milhões de e-mails semanais e fornecia serviços Anti-Spam para mais de 4.200 empresas e 6.000.000 usuários finais, tendo entre seus usuários grandes clientes. A Google assinou um acordo definitivo para adquirir a Postini em 09 de julho de 2007, e desde de então a empresa de Larry Page oferece serviços para manter a infraestrutura de qualquer tipo de correio eletrônico e incluir serviços de arquivamento e segurança de e-mail com a tecnologia Postini.

## Descrição
Atualmente as organizações estão sujeitas a várias ameaças à sua informação, sejam elas externas ou internas. Consciente dos prejuízos que estas ameaças podem provocar, os serviços web postini disponibilizam um conjunto de ferramentas de defesa contra Virus e Spam, atuando nas áreas de proteção e arquivo de mensagens.
O Postini também permite a personalização dos serviços, adaptando-os às necessidades dos clientes. Para que isso aconteça, o Postini está dividido em três módulos: Google Message Filtering (GMF), Google Message Security (GMS) e Google Message Discovery (GMD)
A ferramenta aumenta o rendimento do servidor de correio eletrônico, a largura de banda disponível e, consequentemente, a produtividade dos colaboradores, possibilitando a concentração do cliente na estratégia de negócio.

## As principais características doPostini

### Segurança deE-mail
Protege o seu e-mail contra Spam e define políticas de conteúdo para manter-se em conformidade com as atuais políticas de segurança.

### Arquivamento deE-mail
Captura, armazena e pesquisa mensagens num Data Center hospedado e centralizado.

### Web Security
impede ataques de Spyware e Virus da web em tempo real, antes que eles se infiltrem na sua rede.

### ArquivamentoE-discovery
Permite que administradores pesquisem emails num arquivo centralizado, define períodos de retenção de e-mail de até dez anos para cumprimento de políticas corporativas, implementa prevenções de litígios para preservar mensagens, identifica e exporta mensagens de e-mail para análise e revisão.

## Migração para oGoogle Apps
Em 2013, o Google anunciou que estaria fechando todos os serviços web da Postini e integrando os usuários do serviço para o Google Apps.
Os clientes continuarão a receber segurança de e-mail e serviços de arquivamento para usar com seus servidores de e-mail existentes por meio da plataforma do Google Apps e pelo Google Apps Vaul. O Google gerenciará a transição e fornecerá as ferramentas e os recursos para ajudar a automatizar o processo. 